# 圣克里斯托瓦尔山
圣克里斯托瓦尔山（西班牙語：Cerro San Cristóbal）是智利圣地亚哥北部的一座小山。海拔高度850米，相对高度约300米；这座山峰是该市第三高峰，仅次于曼克韦（Cerro Manquehue）和伦卡山（Cerro Renca）。圣克里斯托瓦尔山由西班牙征服者以聖基道霍命名，作为地标使用。其原名为“图帕韦”（Tupahue）。
1903年，山上设立了米尔斯天文台，现称曼努埃尔·福斯特天文台，是加利福尼亚大学利克天文台的双子台。
在山顶上还有圣克里斯托瓦尔山圣母无玷污始胎朝圣地，用来纪念圣母无玷污始胎，包括圣母玛利亚雕像、圆形剧场和小堂。圣母玛利亚雕像总高22米，雕像高14米，基座高8.3米，重36610公斤。基座内设有一个小堂，1987年4月1日，教宗若望保禄二世在此祈祷，并祝福圣地亚哥城。
在夜间，雕像由两侧的灯照亮，使人们从圣地亚哥所有地方日夜都可以看到雕像。雕像脚下有一个露天剧场，用于举行弥撒或其他宗教仪式。在雕像附近，还有一个小堂供人祈祷。
在圣克里斯托巴尔山脚下有智利国家动物园和一个日式花园，山上还有两个游泳池。
圣克里斯托瓦尔山拥有圣地亚哥最大的公园圣地亚哥大都会公园，占地约700公顷。
|  |

登上圣克里斯托瓦尔山顶，步行需时45分钟，可以开车（通过连接圣地亚哥大都会公园的道路），也可以乘坐缆车。